# Vou
Vou est une commune française du département d'Indre-et-Loire, dans la région Centre-Val de Loire.

Ses habitants sont appelés Vouzéens et ses habitantes Vouzéennes.

## Géographie
|                                  | Manthelan |        |
| La Chapelle-Blanche-Saint-Martin | Vou       | Mouzay |
| Ligueil                          |           | Ciran  |

### Hydrographie

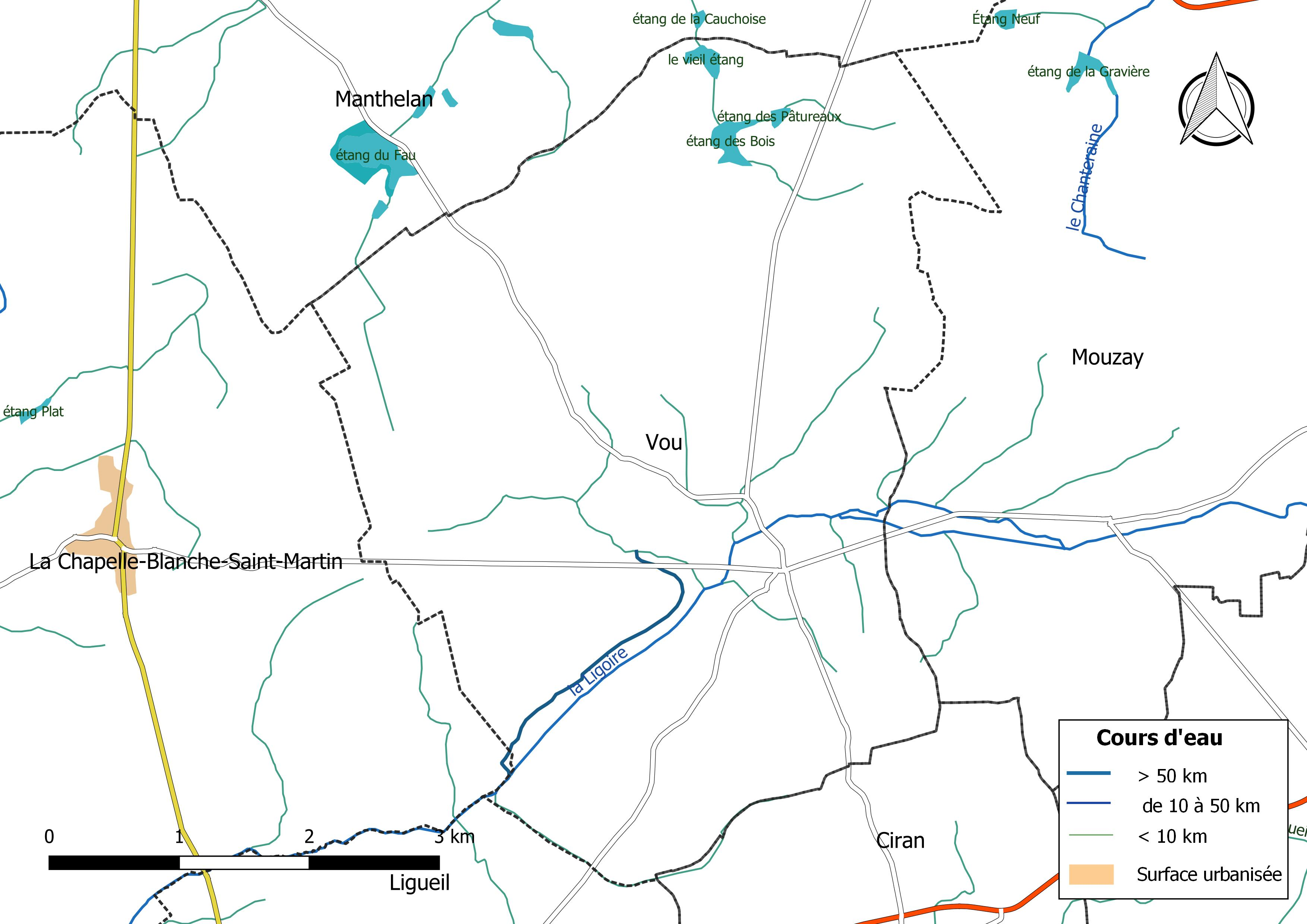
Réseau hydrographique de Vou.

Le réseau hydrographique communal, d'une longueur totale de 23,97 km, comprend un cours d'eau notable, la Ligoire (3,936 km), et divers petits cours d'eau pour certains temporaires,.
La Ligoire, d'une longueur totale de 20,9 km, prend sa source dans la commune de Varennes et se jette dans l'Esves à Sepmes, après avoir traversé 8 communes.
Sur le plan piscicole, la Ligoire est classée en deuxième catégorie piscicole. Le groupe biologique dominant est constitué essentiellement de poissons blancs (cyprinidés) et de carnassiers (brochet, sandre et perche).
Une zone humide a été répertoriée sur la commune par la direction départementale des territoires (DDT) et le conseil départemental d'Indre-et-Loire : « l'étang des Pâtureaux », « le Vieil l'étang et l'étang des Bois »,.

### Climat
Pour des articles plus généraux, voir Climat du Centre-Val de Loire et Climat d'Indre-et-Loire.
En 2010, le climat de la commune est de type climat océanique altéré, selon une étude du CNRS s'appuyant sur une série de données couvrant la période 1971-2000. En 2020, Météo-France publie une typologie des climats de la France métropolitaine dans laquelle la commune est toujours exposée à un climat océanique altéré et est dans la région climatique  Moyenne vallée de la Loire, caractérisée par une bonne insolation (1 850 h/an) et un été peu pluvieux. 
Pour la période 1971-2000, la température annuelle moyenne est de 11,2 °C, avec une amplitude thermique annuelle de 15,4 °C. Le cumul annuel moyen de précipitations est de 732 mm, avec 10,5 jours de précipitations en janvier et 7 jours en juillet. Pour la période 1991-2020, la température moyenne annuelle observée sur la station météorologique de Météo-France la plus proche, sur la commune de Ferrière-Larçon à 10 km à vol d'oiseau, est de 12,2 °C et le cumul annuel moyen de précipitations est de 709,6 mm,. Pour l'avenir, les paramètres climatiques de la commune estimés pour 2050 selon différents scénarios d'émission de gaz à effet de serre sont consultables sur un site dédié publié par Météo-France en novembre 2022.

## Urbanisme

### Typologie
Au 1er janvier 2024, Vou est catégorisée commune rurale à habitat très dispersé, selon la nouvelle grille communale de densité à sept niveaux définie par l'Insee en 2022.
Elle est située hors unité urbaine. Par ailleurs la commune fait partie de l'aire d'attraction de Tours, dont elle est une commune de la couronne,. Cette aire, qui regroupe 162 communes, est catégorisée dans les aires de 200 000 à moins de 700 000 habitants,.

### Occupation des sols
L'occupation des sols de la commune, telle qu'elle ressort de la base de données européenne d’occupation biophysique des sols Corine Land Cover (CLC), est marquée par l'importance des territoires agricoles (81,2 % en 2018), en diminution par rapport à 1990 (82,7 %). La répartition détaillée en 2018 est la suivante : 
terres arables (74,4 %), forêts (18,8 %), zones agricoles hétérogènes (6,8 %). L'évolution de l’occupation des sols de la commune et de ses infrastructures peut être observée sur les différentes représentations cartographiques du territoire : la carte de Cassini (XVIIIe siècle), la carte d'état-major (1820-1866) et les cartes ou photos aériennes de l'IGN pour la période actuelle (1950 à aujourd'hui).

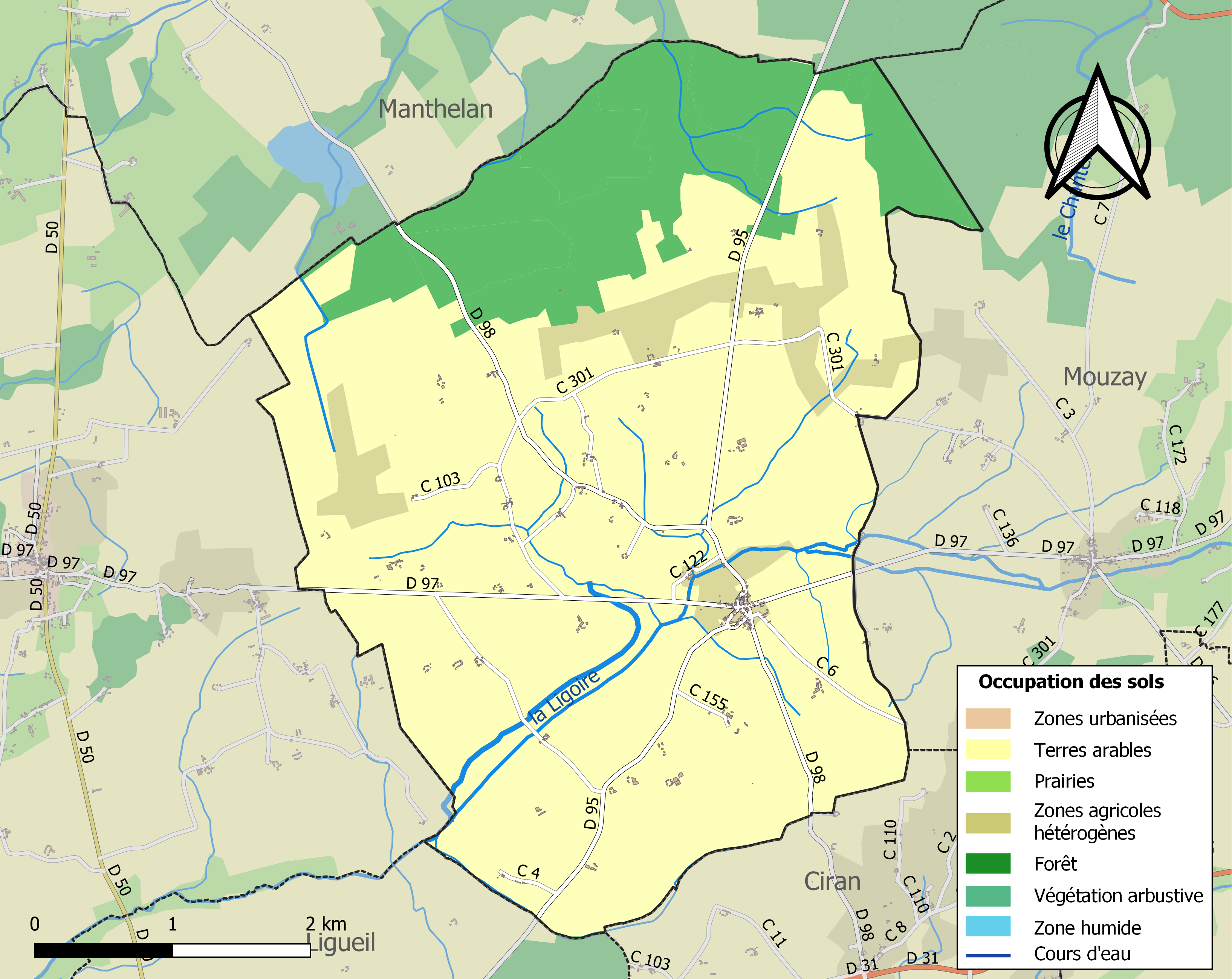
Carte des infrastructures et de l'occupation des sols de la commune en 2018 (CLC).

### Risques majeurs
Le territoire de la commune de Vou est vulnérable à différents aléas naturels : météorologiques (tempête, orage, neige, grand froid, canicule ou sécheresse) et séisme (sismicité faible). Un site publié par le BRGM permet d'évaluer simplement et rapidement les risques d'un bien localisé soit par son adresse soit par le numéro de sa parcelle.

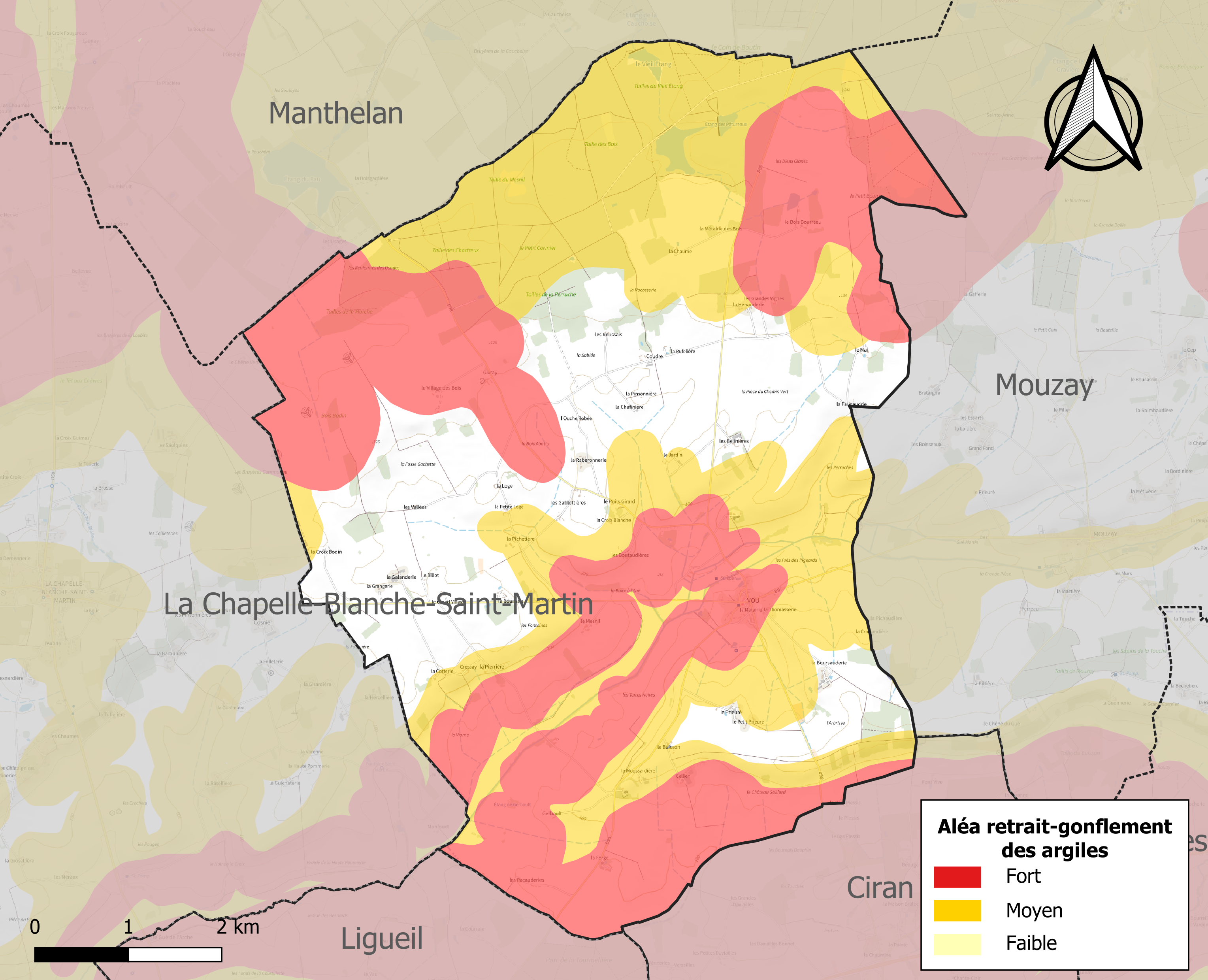
Carte des zones d'aléa retrait-gonflement des sols argileux de Vou.

Le retrait-gonflement des sols argileux est susceptible d'engendrer des dommages importants aux bâtiments en cas d’alternance de périodes de sécheresse et de pluie. 74 % de la superficie communale est en aléa moyen ou fort (90,2 % au niveau départemental et 48,5 % au niveau national). Sur les 146 bâtiments dénombrés sur la commune en 2019, 100 sont en aléa moyen ou fort, soit 68 %, à comparer aux 91 % au niveau départemental et 54 % au niveau national. Une cartographie de l'exposition du territoire national au retrait gonflement des sols argileux est disponible sur le site du BRGM,.
Concernant les mouvements de terrains, la commune a été reconnue en état de catastrophe naturelle au titre des dommages causés par la sécheresse en 2005 et par des mouvements de terrain en 1999.

## Histoire

### Topographie
Bas latin Vidulium. Gaulois vidu = forêt, bois, et suffixe collectif ullum, groupe de maisons, village dans le bois.

Vicaria Veducensis, IXe s. ; Voo, Vodolium, Vodulium, XIe s. (cartulaire de Cormery) ; Vou, XVIIIe s. (carte de Cassini).

Délimitation réalisée de Ciran d'avec Vou par ordonnance royale du 8 mars 1832 : Ciran reçoit de Vou les Grandes Davailles et lui cède la Roche de Gênes et un territoire sans habitation (Archives Nationales-F 2 II Indre-et-Loire 1).

## Politique et administration
| Période                                  | Période                  | Identité                | Étiquette | Qualité         |
| ---------------------------------------- | ------------------------ | ----------------------- | --------- | --------------- |
| mars 2001                                | 2014                     | Jean-Maurice Grandchamp |           |                 |
| mars 2014                                | mai 2022 (décès)         | Jean-Marie Vannier      | SE        | Agent technique |
| juillet 2022                             | octobre 2023 (démission) | Bernard Henry           |           |                 |
| novembre 2023                            | En cours                 | Carole Guérois          |           |                 |
| Les données manquantes sont à compléter. |                          |                         |           |                 |

## Démographie
L'évolution du nombre d'habitants est connue à travers les recensements de la population effectués dans la commune depuis 1793. Pour les communes de moins de 10 000 habitants, une enquête de recensement portant sur toute la population est réalisée tous les cinq ans, les populations de référence des années intermédiaires étant quant à elles estimées par interpolation ou extrapolation. Pour la commune, le premier recensement exhaustif entrant dans le cadre du nouveau dispositif a été réalisé en 2005.

En 2022, la commune comptait 245 habitants, en évolution de +21,29 % par rapport à 2016 (Indre-et-Loire : +1,67 %, France hors Mayotte : +2,11 %).
| 1793 | 1800 | 1806 | 1821 | 1831 | 1836 | 1841 | 1846 | 1851 |
| ---- | ---- | ---- | ---- | ---- | ---- | ---- | ---- | ---- |
| 445  | 516  | 442  | 458  | 495  | 510  | 518  | 547  | 526  |

| 1856 | 1861 | 1866 | 1872 | 1876 | 1881 | 1886 | 1891 | 1896 |
| ---- | ---- | ---- | ---- | ---- | ---- | ---- | ---- | ---- |
| 502  | 501  | 502  | 471  | 479  | 492  | 498  | 510  | 505  |

| 1901 | 1906 | 1911 | 1921 | 1926 | 1931 | 1936 | 1946 | 1954 |
| ---- | ---- | ---- | ---- | ---- | ---- | ---- | ---- | ---- |
| 491  | 480  | 492  | 448  | 458  | 457  | 449  | 424  | 442  |

| 1962 | 1968 | 1975 | 1982 | 1990 | 1999 | 2005 | 2006 | 2010 |
| ---- | ---- | ---- | ---- | ---- | ---- | ---- | ---- | ---- |
| 387  | 342  | 257  | 205  | 190  | 234  | 204  | 199  | 224  |

| 2015 | 2020 | 2022 | - | - | - | - | - | - |
| ---- | ---- | ---- | - | - | - | - | - | - |
| 203  | 238  | 245  | - | - | - | - | - | - |

## Lieux et monuments
L'église Saint-Pierre-ès-liens date du XIIe siècle.
Le château du Verger